# Burg Frauenstein (Weiding)
Die Burg Frauenstein ist die Ruine einer Höhenburg auf dem gleichnamigen Berg Frauenstein in der Gemeinde Weiding im Oberpfälzer Landkreis Schwandorf in Bayern. Die Anlage ist unter der Aktennummer D-3-76-176-10 als Baudenkmal verzeichnet. „Archäologische Befunde im Bereich der mittelalterlichen Burgruine ‚Frauenstein‘“ werden zudem als Bodendenkmal unter der Aktennummer D-3-6541-0002 geführt.

## Geographische Lage
Die Burgruine befindet sich auf dem Gipfel des Frauensteins, eine Erhebung im Oberpfälzer Wald zwischen Gaisthal, Winklarn und Weiding, 375 Meter über dem Aschatal. Sie liegt auf etwa 875 Meter über Normalnull.
Die Höhenlage der Burgruine wird je allerdings nach Quelle unterschiedlich angegeben:
- mit 865 m[1]
- und mit 875 m.[2][3]

Zum Teil beruhen diese unterschiedlichen Höhenangaben vielleicht darauf, dass sich vom 835 m hohen Frauenstein zum südöstlich gelegenen 886 m hohen Signalberg ein allmählich ansteigender Grat mit mehreren Nebengipfeln hinzieht. Die Burgruine Frauenstein liegt auf einem dieser Nebengipfel und dadurch etwas höher als der Frauenstein selbst, aber niedriger als der Signalberg.
Im näheren Umfeld vom Frauenstein liegen die Burgen Reichenstein bei Stadlern, Flossenbürg, Leuchtenberg, Trausnitz, Tännesberg, Gleiritsch, Haus Murach und Thannstein. Durch die Gegend führten im Mittelalter (durch das Siedlungsgebiet der westslawischen Choden, Grenzwächter der Könige von Böhmen zum Bayerischen Nordgau) Handelswege nach Pilsen und Prag.

## Geschichte
Das Dorf Weiding gehörte in Erbuntertänigkeit zur Herrschaft Frauenstein, über deren Anfänge nichts bekannt ist. Herzog Heinrich von Niederbayern kaufte in der zweiten Hälfte des 13. Jahrhunderts Frauenstein von Fredrich dem Siegenhofer.:S. 13 Überliefert zu diesem Kauf ist der Text: „Aber ze Weiding ein gemawert chirchen vnd sol ein stat sein, da gehoernt XXVI dorffer zvo vnd ligent oede“. Diese Quelle besagt, dass der Herrschaftsbereich um das Dorf Weiding, das eine gemauerte Kirche hatte, weitgehend verödet war. Im 14. Jahrhundert wurde die Herrschaft Frauenstein und damit Weiding ein Lehensgut des Königs von Böhmen.:S. 14 Als weitere Besitzer folgten die Satzenhofer, Zenger, Fuchs und die Herren von Murach.
Im Jahre 1512 erscheint Hans von Selbitz (Ritter, Freund des Götz von Berlichingen) als Besitzer der Burg Frauenstein im Bayerischen Wald.
Am 29. Januar 1580 belehnte Kaiser Rudolf II. den Andreas Georg von Murach auf Kürnberg und Winklarn und seine Frau Anna, Tochter des verstorbenen Hans Fuchs zum Schneeberg, mit den zwei öden Schlössern Frauenstein und Reichenstein, heute als Burgruine Reichenstein erhalten, dem Städtlein Schönsee und den Dörfern Weiding und anderen.:S. 15 Am 26. November 1605 bekam Hans Friedrich Fuchs einen kaiserlichen Lehensbrief. Zu seinen erbuntertänigen Besitzungen zählten die Schlösser Frauenstein und Reichenstein, die Stadt Schönsee, Weiding, Pondorf, Gaisthal, Schönau, Stadlern und Schwand mit dem Eisenhammer.

## Beschreibung
Von der einstigen Burganlage haben sich nur Mauerreste und ein Torbogen erhalten.

## Bildergalerie

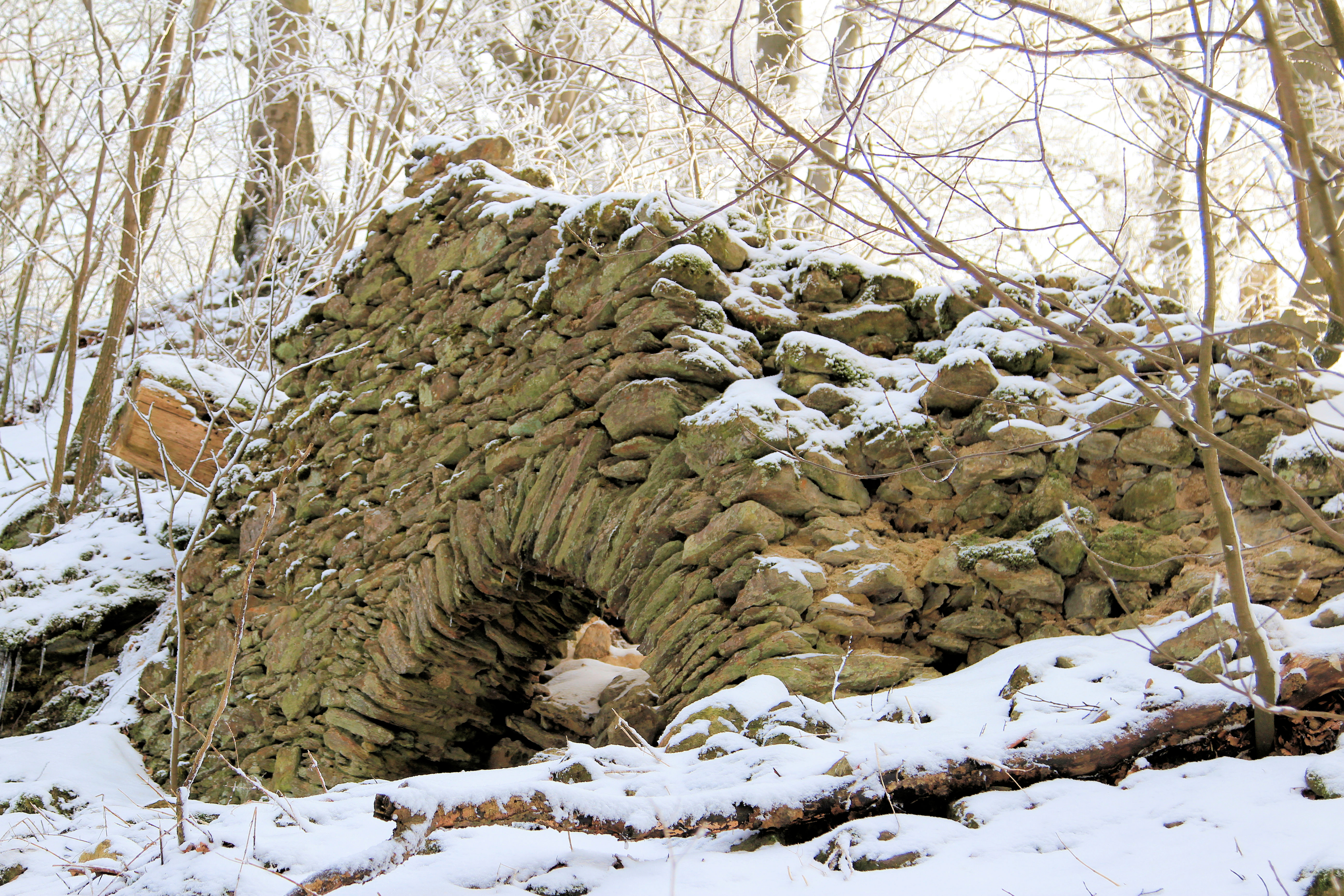
Burgruine Frauenstein (2018)
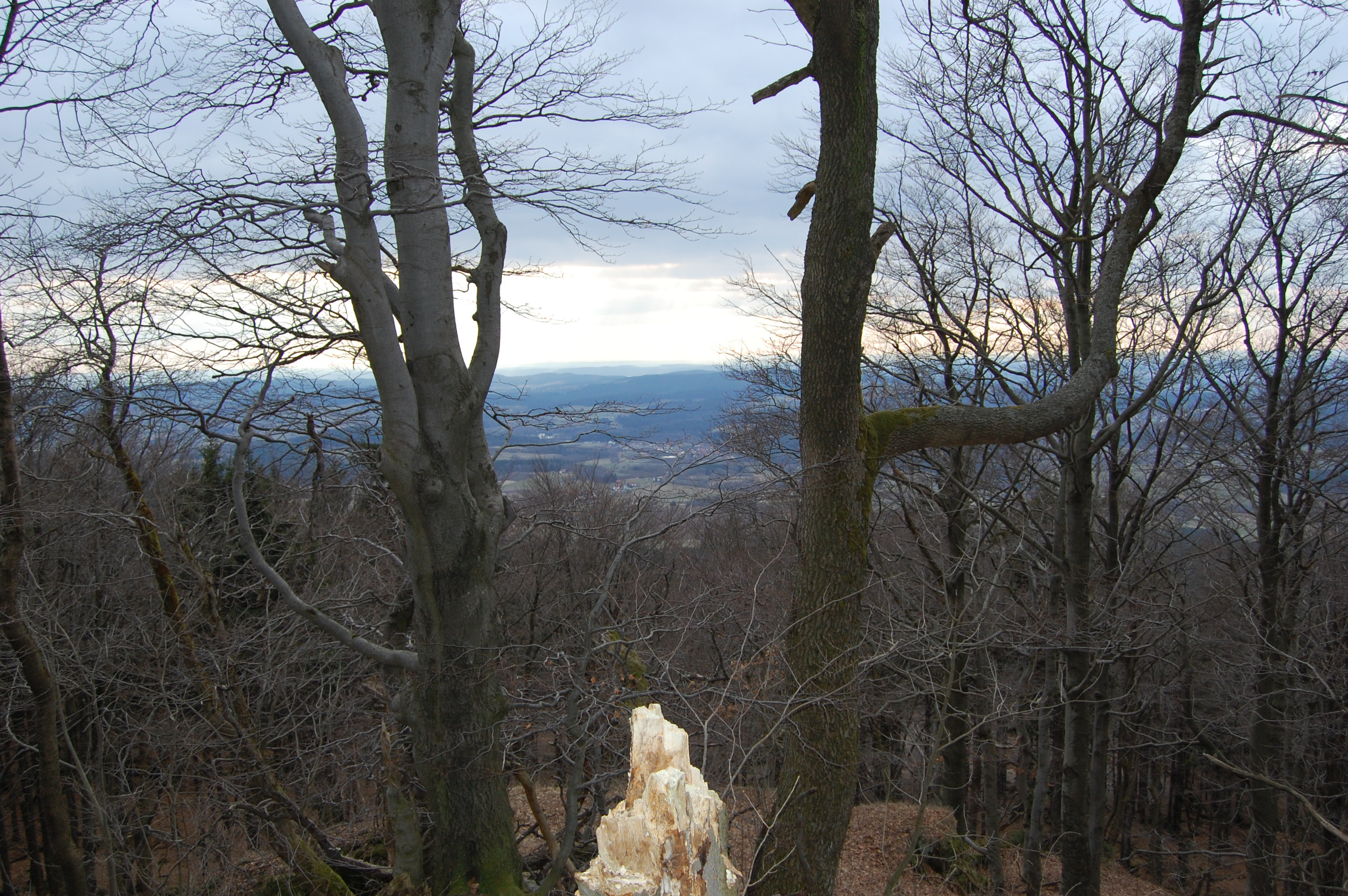
Blick von der Burgruine
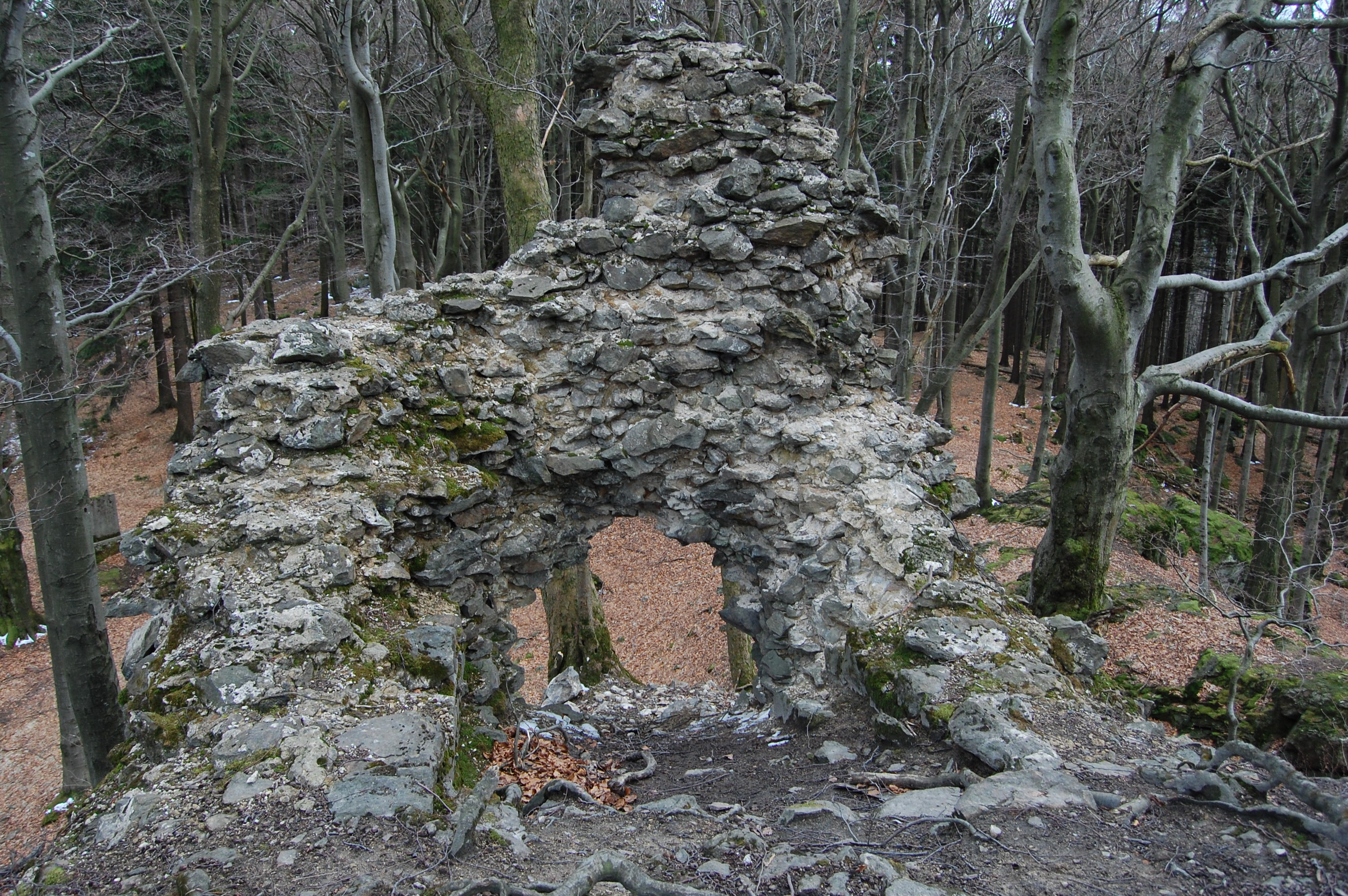
Burgruine Frauenstein
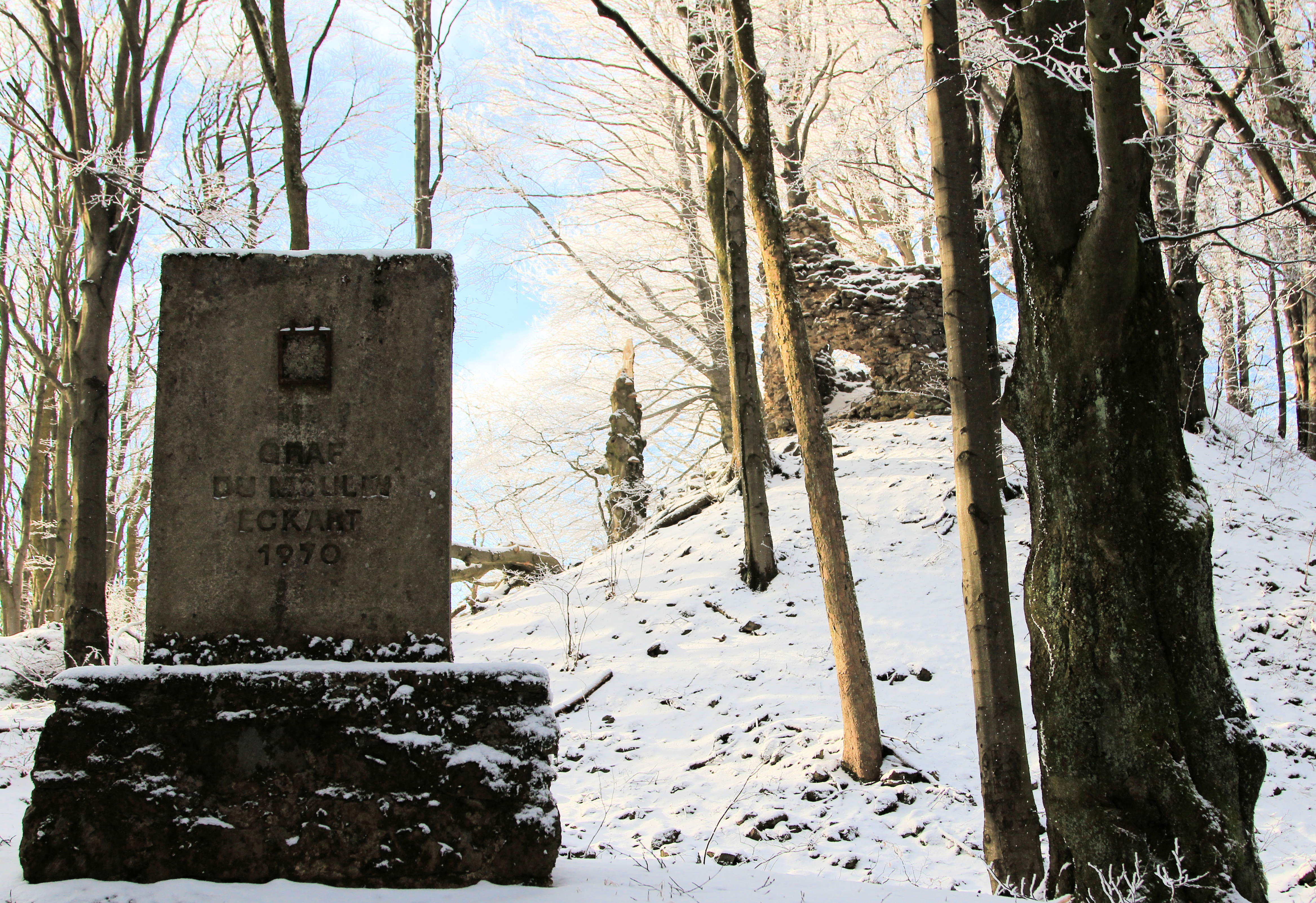
Gedenkstein an der Burgruine (2018)
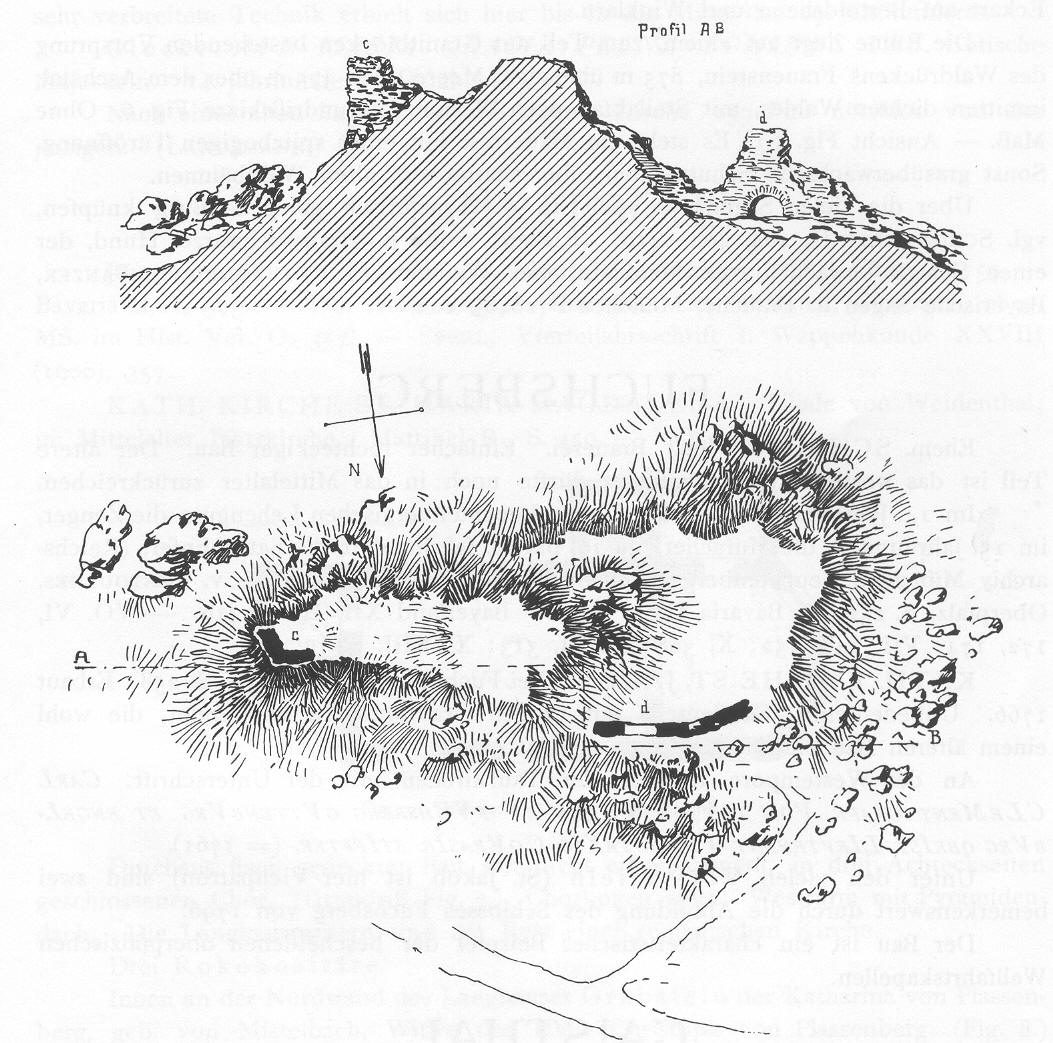
Profil und Grundriss 1906